# 堺市立南八下小学校
堺市立南八下小学校（さかいしりつ みなみやしもしょうがっこう）は大阪府堺市東区菩提町にある公立小学校。

## 沿革
- 1872年7月3日 - 金田村郷学石原村出張場創立。同時に石原の仲仙寺本堂使用し石原大饗野小寺野尻に創立
- 1873年3月 - 石原村郷学出張場を同村信行寺に移転。
- 1873年5月 - 河内国第二番小学と称す
- 1873年6月 - 独立し河内国第七十八番小学と称す
- 1874年3月 - 再び仲仙寺に移転。
- 1875年6月3日 - 石原小学と改称。
- 1887年4月1日 - 石原尋常小学校と改称
- 1894年3月 - 大字菩提109に新築移転
- 1894年4月1日 - 八下尋常小学校と改称
- 1940年4月1日 - 八下尋常高等小学校と改称
- 1941年4月1日 - 国民学校令により、八下国民学校と改称。
- 1947年4月1日 - 学制改革により、南八下村立南八下小学校と改称。
- 1958年7月1日 - 堺市への編入により、堺市立南八下小学校と改称。
- 1965年3月31日 - 堺市立白鷺小学校を分離。
- 1982年4月1日 - 堺市立八下西小学校を分離。

## 通学区域
- 堺市東区 石原町、菩提町1丁（一部）、菩提町2丁-5丁、八下町。

卒業生は堺市立南八下中学校に進学する。

## 交通
- 南海高野線 萩原天神駅 北へ約1131m。